# Guadalmedina
Le Guadalmedina est le fleuve qui traverse la ville andalouse de Malaga (Espagne).

## Étymologie
Guadalmedina signifie Rivière de la ville, de l'arabe wādi (rivière) et medina (ville).

## Géographie
Il naît au Pico de la Cruz (pic de la Croix), dans la Sierra de Camarolos, à 1 433 m d'altitude, et parcourt 47 km avant d'atteindre Malaga où il se jette dans la Mer Méditerranée. Sur son parcours, il traverse le parc naturel de Monts de Malaga (parque natural de los Montes de Málaga).

## Histoire
Au XVIe siècle, après la prise de Malaga au Royaume de Grenade par la couronne d'Espagne en 1487, commença la déforestation du bassin versant du Guadalmedina pour permettre la culture des terres. La perte de la protection naturelle des forêts d'origine entraîna un accroissement de l'érosion, augmenté par les précipitations torrentielles propres au climat méditerranéen. L'eau, au lieu d'être stoppée et absorbée par la forêt alla gonfler le fleuve, provoquant de nombreuses inondations qui accompagnèrent l'histoire de la ville de Malaga jusqu'au XXe siècle.
Vers 1900 s'ouvrirent trois décennies de débats entre les partisans de solutions basées sur le renforcement exclusif des berges du fleuve et ceux de la restauration en parallèle des forêts défrichées. En 1919, José Almagro San Martín, ingénieur de la 7ª División Hidrológico Forestal, termina la rédaction du projet de restauration du bassin versant du Guadalmedina. Son exécution débuta en 1929, avec l'aide d'un autre ingénieur, José Martínez Falero.
Ainsi furent replantés près de 5 000 ha de forêt sur la rive gauche du fleuve et furent 30 digues construites. Pour la reforestation ne furent utilisées que des essences locales comme le pin d'Alep, qui remplit efficacement son rôle protecteur tout en restaurant les sols des pentes. La forêt est actuellement arrivée à maturité et, même si la superficie replantée est inférieure à celle qui avait été initialement prévue, elle fut suffisante pour diminuer le risque d'inondation. Elle fut déclarée « espace naturel protégé » sous le nom de « parc naturel des Monts de Malaga » (parque natural Montes de Málaga).
Depuis, la seule initiative publique visant à augmenter la surface boisée du bassin versant du Guadalmedina fut menée à bien par la ville de Málaga en 2002 avec l'aide du Ministère de l'environnement. Ainsi, 400 ha supplémentaires furent replantés sur la rive droite du cours d'eau.
Actuellement, le débit du fleuve est géré au réservoir (barrage) du Limonero, situé au nord de Malaga, proche du centre urbain. À son embouchure, il est presque totalement à sec, preuve des tensions hydrauliques actuelles de la métropole et son environnement direct (tourisme de masse, agriculture intensive).

## Source
- (es) Cet article est partiellement ou en totalité issu de l’article de Wikipédia en espagnol intitulé « Guadalmedina » (voir la liste des auteurs).